# Litsea robusta
Litsea robusta är en lagerväxtart som beskrevs av Carl Ludwig von Blume. Litsea robusta ingår i släktet Litsea och familjen lagerväxter. Inga underarter finns listade i Catalogue of Life.